# Beg for Mercy
Beg for Mercy é o álbum de estreia do grupo de gangsta rap G-Unit, então composto por 50 Cent, Lloyd Banks, Young Buck com o suporte de Tony Yayo. O álbum foi lançado em novembro de 2003, 10 meses após 50 Cent gravar Get Rich or Die Tryin'.
Na primeira semana, o álbum vendeu 377 mil cópias, totalizando 2.7 milhões nos Estados Unidos e 6 milhões em todo o mundo. Ele foi certificado como platina 3x pela RIAA.
| Críticas profissionais                                                      | Críticas profissionais |
| Avaliações da crítica                                                       | Avaliações da crítica  |
| Fonte                                                                       | Avaliação              |
| --------------------------------------------------------------------------- | ---------------------- |
| allmusic                                                                    | [ 6 ]                  |
| Entertainment Weekly                                                        | (B)                    |
| Robert Christgau                                                            | (sem nota)             |
| RapReviews.com                                                              | (7.5/10)               |
| Blender                                                                     | [ 10 ]                 |
| E!                                                                          | (B)                    |
| PopMatters                                                                  | (favorável)            |
| Rolling Stone                                                               | [ 13 ]                 |
| Esta tabela precisa de ser acompanhada por texto em prosa. Consulte o guia. |                        |

## Faixas
| #  | Faixa                                                                 | Produtor(es)                     | Duração |  |
| -- | --------------------------------------------------------------------- | -------------------------------- | ------- |  |
| 1  | "G-Unit" (Young Buck, 50 Cent & Lloyd Banks)                          | Hi-Tek                           | 3:29    |  |
| 2  | "Poppin' Them Thangs" (50 Cent, Lloyd Banks & Young Buck)             | Dr. Dre & Scott Storch           | 4:01    |  |
| 3  | "My Buddy" (Lloyd Banks, 50 Cent & Young Buck)                        | Thayod Ausar, Eminem, Luis Resto | 3:44    |  |
| 4  | "I'm So Hood" (50 Cent)                                               | DJ Twins, Eminem, Luis Resto     | 2:26    |  |
| 5  | "Stunt 101" (50 Cent, Lloyd Banks & Young Buck)                       | Denaun Porter                    | 3:52    |  |
| 6  | "Wanna Get To Know You" (Young Buck, Lloyd Banks & 50 Cent Feat. Joe) | Red Spyda                        | 4:25    |  |
| 7  | "Groupie Love" (50 Cent, Tony Yayo & Lloyd Banks Feat. Butch Cassidy) | Dirty Swift, Bruce Waynne        | 4:14    |  |
| 8  | "Betta Ask Somebody" (Lloyd Banks, Young Buck & 50 Cent)              | Fusion Unltd., Jake One          | 3:53    |  |
| 9  | "Footprints" (Young Buck & 50 Cent)                                   | Nottz                            | 4:21    |  |
| 10 | "Eye For Eye" (Lloyd Banks, Young Buck & 50 Cent)                     | Hi-Tek                           | 3:56    |  |
| 11 | "Smile" (Lloyd Banks & 50 Cent)                                       | No I.D.                          | 3:38    |  |
| 12 | "Baby U Got" (50 Cent, Young Buck & Lloyd Banks)                      | megahertz                        | 4:04    |  |
| 13 | "Salute U" (Young Buck & Lloyd Banks)                                 | 7th EMP                          | 3:00    |  |
| 14 | "Beg For Mercy" (50 Cent, Young Buck & Lloyd Banks)                   | Big-Toni, Jesse XL               | 2:39    |  |
| 15 | "G'd Up" (50 Cent, Lloyd Banks & Young Buck)                          | Dr. Dre & Scott Storch           | 4:47    |  |
| 16 | "Lay You Down" (50 Cent, Young Buck & Lloyd Banks)                    | DJ Khalil                        | 4:03    |  |
| 17 | "Gangsta S***" (50 Cent, Young Buck & Lloyd Banks)                    | Needlz                           | 4:12    |  |
| 18 | "I Smell P****" (Tony Yayo, Lloyd Banks & 50 Cent)                    | Sam Sneed                        | 3:58    |  |